# سيلكركية
سيلكركية (الاسم العلمي: Selkirkia)، جنس من النباتات المُزهرة من فصيلة الحمحمية. توجد ثلاثة أنواع في البر الرئيسي لأمريكا الجنوبية، وواحد، Selkirkia berteroi (أحيانًا يُكتب berteri)، وهو أول جنس يتم الإبلاغ عنه، وهو مستوطن في جزيرة جزيرة روبنسون كروزو قبالة سواحل تشيلي. كان يعتبر في السابق جنسًا أحادية الطراز.